# Scaptodrosophila riverata
Scaptodrosophila riverata är en tvåvingeart som först beskrevs av Singh och Gupta 1977.  Scaptodrosophila riverata ingår i släktet Scaptodrosophila och familjen daggflugor. Inga underarter finns listade i Catalogue of Life.